# 이용덕
이용덕(일본어: 李 龍徳 이 요도쿠[*], 1976년~)은 재일 한국인 소설가이다.

## 저작
- 「죽고 싶어지면 전화해」(가와데 서방 신사, 2014년 11월 / 가와데 분고, 2021년 9월)
- 「문예」2014년 겨울호
- 「보상받지 않는 인간은 영원히 보상받지 않는다」(가와데 서방 신사, 2016년 6월)
- 「사랑하는 것, 이해하는 것, 사랑받는 것」(가와데 서방 신사, 2018년 8월)
- 「당신이 나를 다케창으로 찌르기 전에」(가와데 서방 신사, 2020년 3월
- 「돌을 침묵시켜라」(고단샤, 2022년 1월)